# SM-veckan 2023 (vinter)
SM-veckan vinter 2023 avgjordes i Skövde mellan den 31 januari och 5 februari. Det var första gången Skövde arrangerar SM-veckan.
I januari 2023 ställdes tävlingarna i crosskart och rallycross på grund av dåligt väder inför SM-veckan.

## Sporter
- Boccia
- Boule
- Bowling
- Brottning
- Crosskart
- Cykeltrial
- Danssport
- Draghund
- E-cycling
- Kyokushin (fullkontaktskarate)
- Längdskidor
- Parallellslalom
- Rallycross
- Rallysprint
- Simulatorgolf
- Styrkelyft (inkl bänkpress och parabänkpress)
- Virtuell bilsport
- X-trial

## Medaljörer

### Boccia
| Tävling          | Guld                                                | Silver                                          | Brons                                      |
| ---------------- | --------------------------------------------------- | ----------------------------------------------- | ------------------------------------------ |
| 2-Mannalag Öppen | Peter Hüglow Emma Halttunen Björn Olsson Tranan HIK | Martin Jonasson Robert Eurenius 3V HIF Göteborg | Fredrik Sahlsten Fredrik Stegman DHR Malmö |

### Boule
| Tävling             | Guld                   | Silver                          | Brons                    |
| ------------------- | ---------------------- | ------------------------------- | ------------------------ |
| Svenska Cupen Öppen | Rabeluop Petanque Club | Malmö Petankklubb La Boule d'Or | Halmstad PetankBK Kärnan |

### Bowling
| Damer       |                                                                            |                                                                           |                                                               |
| 3-manna lag | Anna Andersson Emma Halttunen Josefine Linderoth Katrin Jansson Spader Dam | Malin Johansson Maria Fridell Rebecka Larsen Sara Lundin BK Högland       | Amelie Holgersson Evelina Andersin Lena Sulkanen B-K Eva      |
| Herrar      |                                                                            |                                                                           |                                                               |
| 3-manna lag | Carl Eklund Marcus Karlsson Tony Eklund Viktor Danielsson IKW Köping BK    | Alexander Farén Henrik Eriksson Jouni Kemppainen Lukas Andersson BK Karma | Andreas Holm Elias Sjögren Robert Myrén Tobias Karlsson BK Ax |

### Brottning
| Damer                   |                                      |                                              |                                          |
| Fristil, 50 kg          | Nelly Johansson BK Athén             | Stella Orensztajn Helsingborg WT             | Ebba Söderqvist Helsingborg WT           |
| Fristil, 53 kg          | Jonna Malmgren Dalby BK              | Ami Olsson Örgryte IS                        | Matilda Jarding BK Atlas                 |
| Fristil, 57 kg          | Evelina Hulthén Arboga AK            | Tindra Dalmyr Varberg Bois Brottning         | Sofia Phakdeeyut BK Falkenberg           |
| Fristil, 62 kg          | Johanna Lindborg Helsingborg WT      | Jennica Källberg Arboga AK                   | Hedda Förare Berg Helsingborg WT         |
| Fristil, 68 kg          | Tindra Sjöberg Sundsvall AIK         | Nora Svensson Helsingborg WT                 | Wilma Hoffman Sundsvall AIK              |
| Fristil, 76 kg          | Elvira Braun Klippans BK             | Alva Lehnberg Arboga AK                      | Venla Luukonen Girlfighters Brottarklubb |
| Herrar                  |                                      |                                              |                                          |
| Grekisk-Romersk, 60 kg  | Ardit Fazljija Spårvägen BK          | William Ekeroth Sundsvall AIK                | Adam Silverin Örgryte IS                 |
| Grekisk-Romersk, 67 kg  | Niklas Öhlen Sundsvall AIK           | Alexander Bica Malmö Tigers                  | Ilias Ayhan Spårvägen BK                 |
| Grekisk-Romersk, 72 kg  | Erik Persson AIK Brottning           | Denny Chjan Spårvägen BK                     | Christoffer Dahlén AIK Brottning         |
| Grekisk-Romersk, 77 kg  | Simon Borkenhagen Örgryte IS         | Daniel Soini AIK Brottning                   | Adam Strandner Örgryte IS                |
| Grekisk-Romersk, 82 kg  | Zakarias Berg AIK Brottning          | Lukas Ahlgren AIK Brottning                  | Timmy Sköld Norrtälje Brottarklubb       |
| Grekisk-Romersk, 87 kg  | Albin Olofsson AIK Brottning         | Hamza Sertcanli Spårvägen BK                 | Mathias Günther IK Sparta                |
| Grekisk-Romersk, 97 kg  | Aleksandar Stjepanetic AIK Brottning | Oskar Johansson Varberg Bois Brottning       | Emil Sandahl HBK Bergania                |
| Grekisk-Romersk, 130 kg | Leon Kessidis AIK Brottning          | Walid Said AIK Brottning                     | Anton Euren Örgryte IS                   |
| Fristil, 61 kg          | Mujtaba Habibi BK Envig              | Mohammad Lanzuev IFK Linköpings Brottarklubb | Imamuddin Jumzada IK Dana                |
| Fristil, 65 kg          | Inaya Mohzeini Västerås BK           | Yurii Postol BK Athén                        | Ali Reza Karim BK Envig                  |
| Fristil, 70 kg          | Hossein Jeddi IK Dana                | Hassan Jafari Heby BK                        | Andrii Kholiava BK Athén                 |
| Fristil, 74 kg          | Win Shwe Husums IF BK                | Dor Mohammad Yazdani Norrköpings BK          | Khalid Jumzada IK Dana                   |
| Fristil, 79 kg          | Bilal Omarov Husums IF BK            | Zaffar Mohamadi Helsingborg WT               | Emil Bertzell Oskarshamns BK             |
| Fristil, 86 kg          | Wilhelm Larsson Arboga AK            | Triantafyllos Loukas AIK Brottning           | Alireza Tajik IK Dana                    |
| Fristil, 97 kg          | Farhad Anosheh BK Atlas              | Sebastian Berggren Nygren Arboga AK          | Farid Teymori BK Athén                   |
| Fristil, 125 kg         | Walid Said AIK Brottning             | Vincent Petersson Norrköpings BK             | Reza Yavari IK Dana                      |

### Cykeltrial
| Damer                           |                            |                         |
| Hilda Andersson Arvika IS       |                            |                         |
| Herrar                          |                            |                         |
| Alexander Karlsson Hawkhills TK | Ludvig Andersson Arvika IS | Rasmus Lidén Tranemo CS |

### Danssport
| Tävling                | Guld                                                  | Silver                                                | Brons                                                 |
| ---------------------- | ----------------------------------------------------- | ----------------------------------------------------- | ----------------------------------------------------- |
| Hiphop Solo            | Elvira Johansson Dansklubben Marionetterna            | Felicia Söder Victory Dance Academy                   | Ella Eklund Art Dance Falköping                       |
| Hiphop Duo             | Elmer Eklund & Ella Eklund Art Dance Falköping        | Bria Aziz & Felicia Söder Victory Dance Academy       | Julia Ek & Molly Ladréhn Karlskoga Dansförening       |
| Battle all styles Solo | Elvira Johansson Dansklubben Marionetterna            | Kiron Hedgate New York Dance Ideella Förening         | Filippa Mann Art Dance Falköping                      |
| Disco Solo             | Natalie Forsberg Art Dance Falköping                  | Lisa Jahnstedt iDSK Lidköping                         | Engla Westerling Art Dance Falköping                  |
| Disco Duo              | Lisa Jahnstedt & Natalie Forsberg IDSK/ARTD           | Engla Westerling & Maja Lyckebäck ARTD                | Ida Henriksson & Molly Ladréhn Karlskoga Dansförening |
| Slowdance Solo         | Lisa Jahnstedt iDSK Lidköping                         | Natalie Forsberg Art Dance Falköping                  | Adina Inhammar IDSK Lidköping                         |
| Slowdance Duo          | Isolde Lenneer & Vera Fredriksson DVT                 | Adina Inhammar & Maria Ryman IDSK Lidköping           | Aaliyah Johansson & Lina Saito Helander ARTD          |
| Tiodans                | Benjamin Jonsson & Mira Rödbro Göteborgs Elit dansare | Adam Mamrák & Emilia Usselmann Göteborgs Elit dansare | Simon Lithner & Filippa Strand Alemana Dansklubb      |
| Modernt/Lyrical Solo   | Natalie Forsberg Art Dance Falköping                  | Lisa Jahnstedt IDSK Lidköping                         | Tyra Dyberg Art Dance Falköping                       |
| Disco Small Teams      | Light Shadows - KDC                                   | Star Champions - DVT                                  |                                                       |

### Draghund
| Damer          |                                  |                                 |                                    |
| Combined 10 km | Jessica Häggqvist Härnösands DHK | Madelene Nord Mora BK           | Mirelle Andersson Sollefteå DHK    |
| Lina 10 km     | Jessica Häggqvist Härnösands DHK | Cajsa Grape Falu DHK            | Helene Myhrberg Södra Dalarnas DHK |
| Pulka 10 km    | Jessica Häggqvist Härnösands DHK | Mirelle Andersson Sollefteå DHK | Madelene Nord Mora BK              |
| Herrar         |                                  |                                 |                                    |
| Combined 15 km | Sebastian De Wall Sollefteå DHK  | Timo Silvola Degerfors BK       | Martin Norberg Boden DH IF         |
| Lina 15 km     | Jonas Danvind Östersund DH IF    | Timo Silvola Degerfors BK       | Martin Norberg Boden DH IF         |
| Pulka 15 km    | Timo Silvola Degerfors BK        | Tommy Lageholm Malmfältens DHK  | Jonas Danvind Östersund DH IF      |

### E-cycling
| Damer                            |                                 |                                  |
| Anna Embring Fredrikshofs IF CK  | Agnes Gustafsson Köpings CK     | Johanna Tidholm Skoghalls CK     |
| Herrar                           |                                 |                                  |
| Martin Härberg SUMO Cycling Club | Johan Norén Serneke Allebike CK | Matthias Wengelin Länna Sport CK |

### Kyokushin
| Damer  |                                                    |                                         |                                                 |
| 65 kg  | Agnes Westrin Brynäs Kyokushin Karate              | Madeleine Lassgård Ronin Do IF          |                                                 |
| +65 kg | Mette Nielsen Brynäs Kyokushin Karate              | Johanna Hövenmark Luleå Fighting Center |                                                 |
| Herrar |                                                    |                                         |                                                 |
| 65 kg  | Robert Strandberg Lidköpings Kyokushin Karateklubb | Alen Kifah Göteborg Karate Kai          |                                                 |
| 85 kg  | Dennis Rundlöf Brynäs Kyokushin Karate             | Amando Morino Luleå Fighting Center     | Alireza Nazari Lidköpings Kyokushin Karateklubb |
| +85 kg | Jonas Rosin Brynäs Kyokushin Karate                | Simon Eriksson Enso Kyokushin Karate    | Sebastian Eriksson Enso Kyokushin Karate        |

### Längdskidor
| Tävling             | Guld                                                       | Guld      | Silver                                                       | Silver    | Brons                                               | Brons     |
| ------------------- | ---------------------------------------------------------- | --------- | ------------------------------------------------------------ | --------- | --------------------------------------------------- | --------- |
| Damer               |                                                            |           |                                                              |           |                                                     |           |
| Sprint (F)          | Anna Dyvik IFK Mora SK                                     | 3.29,30   | Moa Ilar Falun Borlänge SK                                   | 3.29,59   | Jenny Solin Sollefteå Skidor SK                     | 3.29,68   |
| 10 km (F)           | Elina Rönnlund IFK Umeå                                    | 23.55,3   | Moa Ilar Falun Borlänge SK                                   | 24.04,4   | Linn Sömskar IFK Umeå                               | 24.16,3   |
| Masstart 15 km (K)  | Linn Sömskar IFK Umeå                                      | 39.04,2   | Anna Dyvik IFK Mora SK                                       | 39.04,6   | Sofia Henriksson Piteå Elit                         | 39.10,7   |
| Stafett 3x5 km (K)  | IFK Umeå Magdalena Nilsson Elina Rönnlund Linn Sömskar     | 39.46,0   | Piteå Elit Lisa Ingesson Lisa Vinsa Sofia Henriksson         | 40.01,5   | IFK Mora SK Emma Björklund Emma Lindberg Anna Dyvik | 41.27,7   |
| Herrar              |                                                            |           |                                                              |           |                                                     |           |
| Sprint (F)          | Olof Jonsson Trillevallens SK                              | 3.04,36   | Karl-Johan Westberg Borås SK                                 | 3.04,63   | Oskar Svensson Falun Borlänge SK                    | 3.04,76   |
| 15 km (F)           | Björn Sandström Piteå Elit SK                              | 31.47,4   | Jens Burman Åsarna IK                                        | 31.52,7   | Jonas Eriksson IFK Mora SK                          | 31.52,8   |
| Masstart 30 km (K)  | Simon Andersson Falun-Borlänge SK                          | 1:15.40,5 | Karl-Johan Westberg Borås SK                                 | 1:15.40,8 | Fredrik Andersson Piteå Elit                        | 1:15.40,9 |
| Stafett 3x10 km (K) | IFK Mora SK Gustav Eriksson Jonas Eriksson Gustaf Berglund | 1:19.16,1 | Piteå Elit Eric Granström Viktor Brännmark Fredrik Andersson | 1:19.16,2 | Åsarna IK Marcus Ruus Jesper Persson Jens Burman    | 1:19.49,9 |

### Parallellslalom
| Damer                                  |                               |                            |
| Susanne Jakobsen Storklintens AK Skalp | Liza Backlund Sundsvalls SLK  | Cornelia Öhlund Åre SLK    |
| Herrar                                 |                               |                            |
| William Jonsson Klövsjö Alpina         | Axel Lindqvist Sundsvalls SLK | Jesper Brändholm Sälens IF |

### Rallysprint
| Tävling | Guld                       | Silver                       | Brons                              |
| ------- | -------------------------- | ---------------------------- | ---------------------------------- |
| 2 WD    | Johan Green Hässleholms MK | Daniel Röjsel SMK Dala Falun | Johannes Haraldsson Hässleholms MK |
| 4 WD    | Pontus Tidemand SMK Eda    | Patrik Flodin Ilsbo MK       | Patrik Sandell Jämtlands MK        |

### Simulatorgolf
| Damer    |                                          |                                               |                                                                        |
| Match    | Malin Spångberg Falun-Borlänge Golfklubb | Adréa Nord Glasrikets Golfklubb Växjö         | Alice Johansson Gävle GolfklubbEbba Olsson Trummenäs Golfklubb         |
| Duell    | Ebba Olsson Trummenäs Golfklubb          | Kajsalisa Svarvar Halmstad GK                 | Adréa Nord Glasrikets Golfklubb VäxjöAlice Johansson Gävle Golfklubb   |
| Herrar   |                                          |                                               |                                                                        |
| Match    | Rasmus Rosin Landeryds Golfklubb         | Anton Moström Örebro City Golf & Country Club | Jonas Gullberg PGA National SwedenPontus Stjärnfeldt Haninge Golfklubb |
| Duell    | Rasmus Rosin Landeryds Golfklubb         | Jesper Sandborg Landeryds Golfklubb           | Jonas Gullberg PGA National SwedenFelix Pålson Lidingö golfklubb       |
| Paragolf |                                          |                                               |                                                                        |
| Match    | Johan Kammerstad Askersunds Golfklubb    | Oskar Jonsson Karlskoga Golfklubb             | Philip Arm Landeryds GolfklubbJesper Gutke Dynekilens Golfklubb        |
| Duell    | Johan Kammerstad Askersunds Golfklubb    | Oskar Jonsson Karlskoga Golfklubb             | David Persson Borås GolfklubbPhilip Arm Landeryds Golfklubb            |

### Styrkelyft
| Damer             |                                  |                                  |                                |
| Bänkpress 52 kg   | Julia Starck Become an Athlete   | Emma Granlund Skellefteå AK      | Thea Marschall Sima Pure Power |
| Bänkpress 57 kg   | Emelie Olin Umeå Power           | Malin Björklund IKSU             | Klara Drake Västerås KK        |
| Bänkpress 63 kg   | Ellen B Åkesson Linköpings AK    | Rebecka Holmqvist Linköpings AK  | Sofia Johansson Sundbybergs TK |
| Bänkpress 69 kg   | Elsa Marin Karlsson Sommarhemmet | Nova Jönsson Göteborgs SK        | Matilda Ellesjö Upsala TK      |
| Bänkpress 76 kg   | Vilma Olsson Hallsbergs AK       | Micaela Ödling Upsala TK         | Sara Parkkonen Göteborgs SK    |
| Bänkpress 84 kg   | Emma Lagerqvist Kungälvs AK      | Ellen Evbjer Upsala TK           | Linnea Skoog Upsala TK         |
| Bänkpress 84+ kg  | Matilda Hjälle Lunds TK          | Emma Giaever Vedum AIS           |                                |
| Bänkpress Para    | Maria Wrede ASK Eskilstuna       | Erica Spärrfeldt ASK Eskilstuna  |                                |
| Herrar            |                                  |                                  |                                |
| Bänkpress 66 kg   | Edvin Öhrström Örebro KK         | Neo Yngström Hallsbergs AK       |                                |
| Bänkpress 74 kg   | Emil Lundgren Täby AK            | Eddie Berglund Hofors LK         | Jimmy Fungmark Kalmar AK       |
| Bänkpress 83 kg   | Jonathan Henningsson Borås AK    | Kevin Ericsson Borlänge AK       | Andreas Nilsson Lunds TK       |
| Bänkpress 93 kg   | Jonas Jonsson Skövde KK          | Emil Jörgensen Jönköping SK      | Simon Söderlund Lunds TK       |
| Bänkpress 105 kg  | Josef Eriksson Hallsbergs AK     | Anders Henriksson Sundbybergs TK | Jonas Gerdemann Nyköpings AK   |
| Bänkpress 120 kg  | Tommy Påhls Borlänge AK          | Håkan Mellberg Hälsomagasinet    | Mattias Johansson Vedum AIS    |
| Bänkpress 120+ kg | Mikael Bengtsson Vedum AIS       | Tom Berglund Legendary AK        | Jesper Bengtsson Borlänge AK   |
| Bänkpress Para    | Ali Abou Gadied Stockholms AK    | Ulf Eriksson Westbo AK           |                                |

### Virtuell bilsport
| Tävling   | Guld                                 | Silver                              | Brons                     |
| --------- | ------------------------------------ | ----------------------------------- | ------------------------- |
| TCR-bilar | Carl Jansson Lidköping Karting Klubb | Jesper Eriksson Piteå Motorsällskap | Samuel Ward Falköpings MK |

### X-trial
| Herrar               |                                  |                            |
| Linus Almthén Ale TK | Max Sundberg Partille Trialklubb | Fredrik Johansson Tiger MK |